# Levin Rydén
Paul Josef Levin Rydén, född 18 mars 1878 i Långaryd, död 14 augusti 1953 i Karlstad, var en svensk stationsinspektor och författare inom språkvetenskap, resehandböcker och botanik.